# Phymatopsallus tuberculatus
Phymatopsallus tuberculatus är en insektsart som först beskrevs av Van Duzee 1923.  Phymatopsallus tuberculatus ingår i släktet Phymatopsallus och familjen ängsskinnbaggar. Inga underarter finns listade i Catalogue of Life.